# Cesare Cipollini
Cesare Cipollini (Belfort, 16 dicembre 1958 – 10 agosto 2023) è stato un ciclista su strada italiano.
Professionista dal 1978 al 1990, vinse il Giro dell'Emilia 1983. Era il fratello maggiore di Mario Cipollini.

## Biografia
Primogenito di Vivaldo Cipollini e Alfreda Pracchia, Cipollini ebbe molto successo soprattutto da dilettante vincendo 8 corse al primo e unico anno da Dilettante in cui corse senza compagni di squadra nella Fracor, nel 1975 se pur Allievo (in base ad una norma federale gli Allievi passarono nella cat. dilettanti 3ª Serie) vince la
25a Coppa Cei - Lucca e conquista il titolo di campione toscano dilettanti 3ª Serie con la società di appartenenza V. C. Coppi Lunata, si classifica 4º ai
Campionati del mondo a Rocourt- Belgio nella prova a cronometro a squadre in pista con Giuseppe Saronni, Rino De Candido, Ernesto Bisacchi, 
inoltre nel 1976, fece parte del "trenino" azzurro insieme a Giuseppe Saronni, Rino De Candido e Sandro Callari, dove sulla pista del Palazzetto dello sport di Milano, ottennero la migliore prestazione mondiale sulla distanza dei 4 km con il tempo di 4'24"000, alla straordinaria media di km 54,610 migliorando di qualche centesimo il limite della Germania Ovest. Nell'occasione utilizzò una bici speciale da pista "Fanini Montreal '76" e convocato nell'inseguimento a squadre alle Olimpiadi di Montréal (nonostante fosse solo uno Juniores) il quartetto non superò i quarti di finale. Nel 1977, vince la 31ª edizione della Firenze-Viareggio e la 10ª edizione del Giro delle Tre Provincie, importanti classiche di categoria. 
Passò professionista nel 1978, prima dei ventuno anni a cui la federazione italiana permetteva il passaggio e grazie a una deroga della federazione stessa (ottenuta oltre che da lui solo da Giuseppe Saronni l'anno prima), con la Magniflex-Torpado di Primo Franchini. Fra i risultati raggiunti nella sua carriera ci sono la vittoria dei Giro Dell'Emilia del 1983, decimo posto nella Coppa Sabatini e nel Giro di Puglia nel 1979, il sesto posto nella Nizza-Alassio nel 1980, il nono posto nel Giro di Campania nel 1981 e l'ottavo posto nella Coppa Bernocchi nel 1983, il settimo posto nei campionati italiani in linea nel 1984, l'ottavo posto nella Coppa Sabatini e il nono nella Firenze-Pistoia nel 1986, mentre nel 1987 in maglia Pepsi Cola-Alba-Fanini vittoria nella 1ª Tappa-Prologo della Vuelta de Mendoza e vittoria nella 5ª tappa sempre alla Vuelta de Mendoza, secondo classificato nella Philadelphia International Championship, il sesto posto nel Giro dell'Umbria, il nono nel Trofeo Laigueglia nel 1989 e il secondo posto nella Coppa Bernocchi nel 1990. Il 30 giugno 1989 è stato fregiato dal CONI con la medaglia d'oro al valore atletico quale primatista mondiale 1976 - m 4000 inseguimento a squadre.
Nel 2019 fu sottoposto a trapianto di cuore con pieno successo. 
È morto nel 2023 in seguito ad un aneurisma alla  vena Iliaca e successiva infezione post operatoria.

## Palmarès
- 1976 (dilettanti)

Gran Premio Calzifici e Calzaturifici Stabbiesi
- 1977 (dilettanti)

Firenze-Viareggio
Giro delle Tre Provincie
- 1983

Giro dell'Emilia
- 1987

Prologo Vuelta a Mendoza
5ª tappa Vuelta a Mendoza

## Piazzamenti

### Grandi Giri
- Giro d'Italia

1979: 97º
1983: 86º
1985: 85º
1986: 107º

### Classiche monumento
- Milano-Sanremo

1978: 126º
1980: 126º
1987: 44º

### Competizioni mondiali
- Giochi olimpici

Montréal 1976 - Inseguimento a squadre: 5º